# سولو: داستانی از جنگ ستارگان
سولو: داستانی از جنگ ستارگان (انگلیسی: Solo: A Star Wars Story) فیلمی آمریکایی در ژانر وسترن فضایی با محوریت شخصیت هان سولو در جنگ ستارگان است که در سال ۲۰۱۸ منتشر شد. این فیلم به کارگردانی ران هاوارد و تهیهٔ لوکاس‌فیلم است که از سوی استودیو سینمایی والت دیزنی به روی پرده سینما رفت. این دومین فیلم از مجموعهٔ گلچین جنگ ستارگان پس از روگ وان (۲۰۱۶) است. در این فیلم آلدن ارنرایک در نقش سولو در کنار وودی هرلسون، امیلیا کلارک، دونالد گلاور، تندی نیوتون، فیبی والر-بریج، جوناس سوتامو و پل بتانی ایفای نقش می‌کند. این فیلم به ماجراهای اولیهٔ زندگی هان سولو و چوباکا می‌پردازد که ۱۰ سال قبل از رویدادهای فیلم اصلی جنگ ستارگان به یک عملیات دزدی در دنیای جنایتکاران می‌پیوندند.
جرج لوکاس خالق جنگ ستارگان در سال ۲۰۱۲ مراحل توسعهٔ فیلم پیش‌درآمد هان سولو را آغاز کرد و سفارش کرد که لارنس کاسدان فیلم‌نامهٔ این فیلم را بنویسد. پس از اینکه لوکاس در سال ۲۰۱۲ کمپانی لوکاس‌فیلم را به دیزنی فروخت، کاسدان برای نوشتن فیلم جنگ ستارگان: نیرو برمی‌خیزد (۲۰۱۵) استخدام شد و مراحل تکمیل نوشتن فیلم‌نامهٔ سولو را به پسرش جاناتان واگذار کرد. مراحل فیلم‌برداری اصلی در ژانویهٔ ۲۰۱۷ در استودیوهای پاین‌وود با کارگردانی فیل لرد و کریستوفر میلر آغاز شد. هر دو در ژوئن ۲۰۱۷ به دلیل «اختلافات در دیدگاه» با کمپانی لوکاس‌فیلم اخراج شدند و هاوارد به‌عنوان جایگزین آن‌ها استخدام شد. سولو با بودجه ساخت حداقل ۲۷۵ میلیون دلاری، یکی از پرهزینه‌ترین فیلم‌هایی است که تاکنون ساخته شده‌است.
سولو در ۲۵ مهٔ ۲۰۱۸ در ایالات متحده منتشر شد و به‌طور کلی بازخوردهای مطلوبی را از سوی منتقدان دریافت کرد؛ اجرای بازیگران، جلوه‌های بصری، موسیقی و سکانس‌های اکشن فیلم مورد تحسین قرار گرفت. سولو با فروش ۳۹۳٫۲ میلیون دلاری در سراسر جهان، کم‌فروش‌ترین فیلم لایو-اکشن جنگ ستارگان شد و اولین فیلم این فرنچایز است که به یک بمب گیشه تبدیل شده‌است. این فیلم در نود و یکمین دوره جوایز اسکار نامزد دریافت جایزهٔ بهترین جلوه‌های تصویری شد.

## بازیگران
- آلدن ارنرایک در نقش هان سولو:

یک قاچاقچی و خدمتکار بکت؛ ارنرایک در مورد تفاوت سولو در این فیلم و دیگر فیلم‌های جنگ ستارگان گفت: «من فکر می‌کنم اصلی‌ترین چیزی که تفاوت را ایجاد می‌کند این است که هان که در این فیلم ملاقات می‌کنیم، بیشتر آرمانگرا است. او رویاهای خاصی دارد که دنبالشان می‌کند، و ما تماشا می‌کنیم که چگونه بر او تأثیر می‌گذارد، همان گونه که حوادث به واقعیت‌های جدید واقعیت می‌بندند، واقعیت‌هایی که سخت‌تر و پیچیده‌تر از انتظار می‌رود.» بازیگر اصلی هان سولو یعنی هریسون فورد با او ملاقات کرد تا دربارهٔ شخصیت هان به او مشورت دهد.
- وودی هارلسون در نقش توبایس بکت:

یک جنایتکار و مربی هان سولو؛ شخصیت بکت بر اساس لانگ جان سیلور از جزیره گنج ساخته شده توسط رابرت لویی استیونسن است.
- امیلیا کلارک در نقش کیرا:

معشوقه سابق هان؛ کلارک شخصیت او را اینگونه توصیف کرد: «او دارای دو جنبه است. اما در اصل او برای زنده ماندن می‌جنگد. اگر شما در یک محیط کثیف یک بانوی واقعاً دلربا داشته باشید، شما از وجود این دلربایی در این مسیر خشن مطمئن هستید.» کلارک با توجه به رابطه اش با سولو گفت: «آن دو اساساً به عنوان دوستان اصلی هم بزرگ شدند. همچنین آنها به عنوان شرکای جرم و جنایت بزرگ شدند. بدیهی است که از لحاظ عاشقانه چیزهایی وجود داشته باشد. به هر حال آن دو باهم رشد کردند و از کودکی با هم بودند.»
- دونالد گلاور در نقش لندو کالریسیان:

یک قاچاقچی روبه رشد در جهان تبهکاران کهکشان؛ بازیگر اصلی لندو یعنی بیلی دی ویلیامز با او ملاقات کرد و دربارهٔ برخی از بینش‌ها و کلمات لندو با او صحبت کرد.
- تندی نیوتون به عنوان وال بکت؛ همسر بکت که عضو جنایی خدمه همسرش است.[۲۲]
- فوبی والر-بریدگ در نقش ال۳-۳۷؛ یک ربات که همدم و هدایتگر لندو است.[۲۳]
- جوناس سوتامو در نقش چوباکا؛ بهترین دوست از نژاد ووکی هان که همچنین اولین شریک هان است.[۲۴]
- پل بتانی در نقش درایدن واس:

یک جنایتکار بی رحم است که دارای سابقه کار با بکت است. ایفاگر نقش او ابتدا برای مایکل کی ویلیامز بود.